# عوض أبا عن جد (مسلسل)
مسلسل عوض أباً عن جد، يصنف العمل بأنه فانتازيا تاريخية تنقسم أحداثها وفق إطار درامي معين إلى 6 قصص كوميديّة، تدور عبر 6 أزمنة مختلفة، حيث تشكل هذه الحكايات قصة سلالة تمثل أجداد الشخصية الرئيسيّة «عوض» وتأثيرهم المفترض عليه في ما بعد، وسيؤدي أدوار هؤلاء الأجداد في كل الحكايات الفنان أسعد الزهراني بجانب حبيب الحبيب وبشير غنيم والمطربتين شمس الكويتية ووعد وممثلين آخرين، فيما تولى إخراج العمل أوس الشرقي والتأليف خلف الحربي.

## الممثلون
- أسعد الزهراني
- حبيب الحبيب
- بشير غنيم
- شافي الحارثي
- عبد المجيد الرهيدي
- شمس الكويتية
- محسن الشمري
- إبراهيم الحساوي
- طارق الحربي
- زارا البلوشي
- فيصل بوغازي
- هيا الشعيبي
- ريماس منصور
- نسمة
- سناء بكر يونس
- وعد
- نيرمين محسن
- غادة العباسي
- حمد المزيني
- محمد طلق
- عبد الله الزهراني
- وحيد العبد الله
- زهير محمد رشيد
- مها عبد الله
- علي الدويان
- إسماعيل مداح

## وصلات خارجية
- «عِوَض أباً عن جد».. كوميديا فنتازية بلا بطولة مطلقة
- مسلسل عوض أبا عن جد